# Distretto di Ccarhuayo
Il distretto di Ccarhuayo è uno dei dodici distretti della  provincia di Quispicanchi, in Perù. Si trova nella regione di Cusco.